# Karsten Nielsen (borgmester)
 Der er flere personer med dette navn, se Karsten Nielsen.
Karsten Nielsen (født 10. oktober 1955) er en dansk bankdirektør og lokalpolitiker, der 2018-2021 var borgmester for Læsø Kommune, først for Dansk Folkeparti  og siden juni 2021 for Venstre. Han blev Dansk Folkepartis første og (pr. april 2023) foreløbig eneste borgmester udenfor København.

## Borgmester
Nielsen blev først valgt som borgmester seks dage efter kommunalvalget i 2017, fordi der gik noget tid med at få forhandlet en konstitueringsaftale på plads. Nielsen blev udråbt til borgmester dagen efter valget med støtte fra Socialdemokraterne og Læsølisten, men det var Venstre ikke tilfreds med, da de med fire ud af ni mandater var partiet med flest mandater i den valgte kommunalbestyrelse. I sidste ende fik Nielsen borgmesterposten efter en konstitueringsaftale, som alle ni valgte medlemmer skrev under på.
Karsten Nielsen var sit partis første egentlige borgmester; dog har partiet tidligere haft en fagborgmesterpost i København i skikkelse af Carl Christian Ebbesen, som var kultur- og fritidsborgmester fra 2014 til 2017.
I juni 2021 skiftede Nielsen til Venstre, hvor han oprindelig var udset til at blive partiets spidskandidat ved kommunalvalget 2021. I oktober 2021 trak han sig imidlertid fra posten efter en meget omtalt "skursag", hvor kommunaldirektøren i en periode havde boet ulovligt i et skur på en sommerhusgrund og efterfølgende havde været involveret i sagsbehandlingen. Nielsen bad samtidig vælgerne om ikke at stemme på ham ved det forestående kommunalvalg, da han gerne ville forlade politik. Alligevel blev han med 21 personlige stemmer genvalgt til kommunalbestyrelsen, men fik efterfølgende tilladelse til at opgive sit mandat pr. 31. december 2021. Han blev afløst på borgmesterposten af Venstre-partifællen Tobias Birch Johansen. Birch Johansen havde også været borgmester 2013-2017.